# Ново-Покровский район (Саратовская область)
Ново-Покровский райо́н — упразднённая административно-территориальная единица в Саратовской области, существовавшая в 1935—1960 годах. Административный центр — с. Ново-Покровское.

## История
Район образован 18 января 1935 года в составе Саратовского края (с 1936 года — в Саратовской области).
С 6 января 1954 года по 19 ноября 1957 года район входил в состав Балашовской области.
30 сентября 1958 года к Новопокровскому району была присоединена часть территории упразднённого Казачкинского района.
19 мая 1960 года район был упразднён, его территория вошла в состав Аркадакского, Баландинского, Балашовского и Самойловского районов.

## Административное деление
В 1940 году в состав района входило 20 сельских советов:
| - Барковский, - Безлесинский, - Березовский, - Братский, - Гусевский, - Ладский, - Ленинский, | - Львовский, - Мало-Семеновский, - Муромский, - Ново-Покровский, - Новосельский, - Ольгинский, - Поселковый совхоза № 39, | - Потрясовский, - Софьинский, - Соцземледельский, - Табуновский, - Уиковский, - Устиновский |